# Gil Shaham
Gil Shaham (Urbana, 19 febbraio 1971) è un violinista statunitense.
Gil Shaham è nato a Urbana (Illinois), mentre i suoi genitori, scienziati israeliani, avevano una borsa di studio accademico presso l'Università dell'Illinois (Urbana-Champaign). Suo padre Giacobbe era un astrofisico e sua madre, Meira Diskin, era un citogenetista. Sua sorella è la pianista Orli Shaham. Egli si è laureato alla Horace Mann School a Riverdale di New York. La famiglia ritornò a Gerusalemme quando Gil aveva due anni. All'età di sette anni, Shaham ha cominciato a prendere lezioni di violino da Samuel Bernstein alla Rubin Academy of Music di Gerusalemme. Nel 1980, quando Shaham aveva nove anni, ha suonato per Isaac Stern, Nathan Milstein e Henryk Szeryng ed ha frequentato l'Aspen Music School in Colorado studiando con Dorothy Delay (maestro di altri artisti importanti, tra cui Itzhak Perlman, Pinchas Zukerman e Sarah Chang) e Jens Ellerman.
Shaham è sposato con la violinista di origine australiana Adele Anthony. Hanno tre figli, Elia, Ella Mei e Simon.
All'età di 10 anni, Shaham ha debuttato come solista con la Jerusalem Symphony, diretta dal violinista Alexander Schneider. Meno di un anno dopo Shaham ha suonato con l'orchestra più importante d'Israele, l'Orchestra filarmonica d'Israele, condotta da Zubin Mehta. All'età di 11 anni, nel 1982, Shaham ha vinto il primo premio al Claremont Competition ed è stato ammesso alla Juilliard School di New York dove ha studiato con Dorothy Delay e Hyo Kang. Inoltre, sia lui che sua sorella minore, la pianista Orli Shaham , frequentano la Columbia University.
Al Teatro alla Scala di Milano nel 1987 ha eseguito il Concerto n. 1 in sol minore op. 26 di Max Bruch con l'Orchestra Filarmonica della Scala e nel 1994 il Concerto per violino e orchestra (Čajkovskij).
La carriera di Shaham è decollata nel 1989, quando fu chiamato a sostituire Itzhak Perlman, che era malato, per una serie di concerti con Michael Tilson Thomas e la London Symphony Orchestra. Mentre studiava presso la Horace Mann School è volato a Londra con un breve preavviso per eseguire i concerti per violino di Bruch e Sibelius.
Nel 1992 gli è stato conferito il Premio Internazionale della Accademia Chigiana di Siena.
A Salisburgo esegue nel 1999 il Concerto per violino e orchestra op. 64 (Mendelssohn) con la Israel Philharmonic Orchestra diretta da Mehta, nel 2003 suona e dirige in un concerto Le quattro stagioni ed il Concerto per violino No. 4 (Haydn), un concerto con la pianista Orli Shaham e nel 2007 il Concerto per violino e orchestra (Berg) diretto da Mehta.
Per il Metropolitan Opera House debutta nel 2005 con il Concerto per violino e orchestra (Brahms) alla Carnegie Hall di New York diretto da James Levine, già eseguito con i Berliner Philharmoniker diretti da Claudio Abbado al Teatro Massimo di Palermo 2002 e nel 2008 torna con il Kammerkonzert di Alban Berg eseguito alla Zankel Hall della Carnegie Hall sempre con Levine.
Nel 2013 torna al Teatro alla Scala per un concerto della Filarmonica con James Conlon alla direzione dell'Orchestra per eseguire il Concerto per violino di Britten.
Shaham si è esibito con molte delle orchestre più importanti del mondo, tra cui la New York Philharmonic, i Berliner Philharmoniker, la Toronto Symphony Orchestra, i Wiener Philharmoniker, la Chicago Symphony Orchestra, la Boston Symphony Orchestra, l'Orchestra nazionale russa, l'Academy of Saint Martin in the Fields, la San Francisco Symphony Orchestra e l'Orchestra di Filadelfia.
Shaham suona un violino Antonio Stradivari del periodo "modello lungo", la "Comtesse de Polignac" del 1699 che gli è stato offerto in prestito, nel 1989, dalla Stradivari Society of Chicago.

## Discografia parziale
- Brahms, Conc. vl./Conc. vl. e vlc. - Shaham/Wang/Abbado, 2002 Deutsche Grammophon
- Bruch Mendelssohn, Conc. vl. - Shaham/Sinopoli/PhO, Deutsche Grammophon
- Messiaen, Quatuor pour la fin du temps - Shaham/Meyer/Wang/Chung, 1999 Deutsche Grammophon
- Part, Fratres/Tabula rasa/Sinf. n. 3 - Shaham/Anthony/Järvi, 1997 Deutsche Grammophon
- Vivaldi Kreisler, Quattro stagioni/Conc. vl. - Shaham/Orpheus CO, 1993 Deutsche Grammophon
- Wieniawski Sarasate, Conc. vl. n. 1-2/Arie tzigane - Shaham/Foster/LSO, 1990 Deutsche Grammophon
- Gil Shaham & André Previn, American Scenes (Copland, Previn, Barber, Gershwin) - Previn/Shaham, 1998 Deutsche Grammophon - Grammy Award for Best Chamber Music Performance 1999